# Open Agriculture
Open Agriculture (viết tắt: Opag.) là một tạp chí khoa học và công nghệ của Ba Lan, được xuất bản bởi Nhà xuất bản De Gruyter ngày 15 tháng 12 năm 2015. Tạp chí là nơi xuất bản các công trình nghiên cứu khoa học ở các lĩnh vực về sinh thái nông nghiệp, khoa học đất, khoa học thực vật, trồng trọt, lâm nghiệp, công nghệ gỗ, công nghệ động vật và thú y, côn trùng học, nuôi trồng thủy sản, thủy văn, khoa học thực phẩm, kinh tế nông nghiệp, kỹ thuật nông nghiệp, nông nghiệp dựa vào khí hậu, cải tạo, khoa học xã hội trong nông nghiệp, công nghệ canh tác thông minh, quản lý trang trại. Tạp chí xuất bản bằng tiếng Anh, một năm ra một tập. Tất cả các bài báo trên tạp chí đều được truy cập miễn phí trên cơ sở Truy cập Mở (Open access).

## Mã số xuất bản
- eISSN: 2391-9531 (bản điện tử) (Tạp chí không xuất bản bản giấy)
- DOI: 10.1515
- Nhà xuất bản De Gruyter

## Chỉ số ảnh hưởng của tạp chí
- Chỉ số SJR (Scimago Journal Rank) năm 2019: 0.3[3]
- Chỉ số SNIP (Source Normalized Impact per Paper) năm 2019: 0.667[3]
- Chỉ số Scopus CiteScore năm 2019: 1.2[3]
- Chỉ số H Index năm 2019: 6[4]
- Danh mục tạp chí SCIE năm 2019: Nhóm Q2[4]
- Open Agriculture được lập chỉ mục trích dẫn trong các cơ sở dữ liệu khoa học[5]: 
  - AGRICOLA (National Agricultural Library)
  - Baidu Scholar
  - Cabell's Whitelist
  - Chronos Hub
  - CNKI Scholar (China National Knowledge Infrastructure)
  - CNPIEC - cnpLINKer
  - Dimensions
  - DOAJ (Directory of Open Access Journals)
  - EBSCO (relevant databases)
  - EBSCO Discovery Service
  - Google Scholar
  - Japan Science and Technology Agency (JST)
  - J-Gate
  - JournalTOCs
  - KESLI-NDSL (Korean National Discovery for Science Leaders)
  - Microsoft Academic
  - MyScienceWork
  - Naver Academic
  - Naviga (Softweco)
  - Norwegian Register for Scientific Journals, Series and Publishers
  - POL-index
  - Primo Central (ExLibris)
  - ProQuest (relevant databases)
  - Publons
  - QOAM (Quality Open Access Market)
  - ReadCube
  - SCImago (SJR)
  - SCOPUS
  - Semantic Scholar
  - Sherpa/RoMEO
  - Summon (ProQuest)
  - TDNet
  - Ulrich's Periodicals Directory/ulrichsweb
  - WanFang Data
  - Web of Science - Emerging Sources Citation Index
  - WorldCat (OCLC)
  - Yewno Discover

## Tổng biên tập[6]
- Tổng biên tập: Hans R. Herren, Viện Millenium, Hoa Kỳ
- Quản lý biên tập viên: Agnieszka Topolska, Ba Lan